# Kickers Mühleholz
Der  FC Kickers Mühleholz war ein liechtensteinischer Fussballverein aus Mühleholz.

## Geschichte
Im Gebiet Mühleholz befand sich bereits im Jahr 1923 ein Fussballplatz. Ab 1928 sind Informationen zum FC Kickers Mühleholz bekannt, dessen Spieler zwar aus dem Hauptort Vaduz stammten, der Fussballplatz befand sich jedoch auf Schaaner Gemeindegebiet. Im selben Jahr nahm die Mannschaft zum ersten Mal an der regulären Meisterschaft des österreichischen Bundeslands Vorarlberg teil. 1934 spielte die Mannschaft bei einer inoffiziellen liechtensteinischen Meisterschaft, die man im Finale mit 1:3 gegen den FC Schaan verlor. Die Kickers waren im selben Jahr allerdings kein Gründungsmitglied des Liechtensteiner Fussballverbandes, da der Verein kein Mitglied des Schweizerischen Fussball- und Athletikverband (SFAV) – wie sich der Schweizer Fussballverband damals nannte – war. Während der Saison 1934/35 benannte sich der Klub vermutlich in SV Schaan um, das weitere Geschehen ist jedoch unbekannt. Die meisten Quellen führen die Auflösung des Vereins im Jahr 1935. 1947 wurde der Versuch einer Neuaufnahme des Spielbetriebs gestartet und eine Mannschaft trug zwischen 1949 und 1950 einige Freundschaftsspiele aus. Die Neugründung des Vereins scheiterte jedoch an den fehlenden finanziellen Mitteln. Der FC Kickers Mühleholz gilt als Vorläufer des FC Schaan.